# Ramadan Alagab
Ramadan Alagab (sinh ngày 20 tháng 2 năm 1986) là một cầu thủ bóng đá người Sudan, thi đấu cho Al-Merrikh SC ở vị trí tiền đạo. Anh được Mazda chọn để thi đấu tại Cúp bóng đá châu Phi 2012, và có 2 lần ra sân.

## Sự nghiệp quốc tế

### Bàn thắng quốc tế
Bàn thắng và kết quả của Sudan được để trước.
| #  | Ngày                | Địa điểm                                                      | Đối thủ      | Tỉ số | Kết quả | Giải đấu                 |
| -- | ------------------- | ------------------------------------------------------------- | ------------ | ----- | ------- | ------------------------ |
| 1. | 8 tháng 12 năm 2011 | Sân vận động Quốc gia, Dar es Salaam, Tanzania                | Rwanda       | 1–1   | 1–2     | Cúp CECAFA 2011          |
| 2. | 14 tháng 6 năm 2015 | Sân vận động Khartoum, Khartoum, Sudan                        | Sierra Leone | 1–0   | 1–0     | Vòng loại CAN 2017       |
| 3. | 5 tháng 9 năm 2019  | Sân vận động Omnisports Idriss Mahamat Ouya, N'Djamena, Tchad | Tchad        | 1–0   | 3–1     | Vòng loại World Cup 2022 |
| 4. | 5 tháng 9 năm 2019  | Sân vận động Omnisports Idriss Mahamat Ouya, N'Djamena, Tchad | Tchad        | 2–0   | 3–1     | Vòng loại World Cup 2022 |
| 5. | 5 tháng 9 năm 2019  | Sân vận động Omnisports Idriss Mahamat Ouya, N'Djamena, Tchad | Tchad        | 3–0   | 3–1     | Vòng loại World Cup 2022 |